# Brenda Putnam
Pour les articles homonymes, voir Putnam.
Brenda Putnam, née le 3 juin 1890 à Minneapolis et morte le 19 octobre 1975 à Concord, est une sculptrice, médailleuse et auteure américaine.

## Biographie
Brenda Putnam est la fille du bibliothécaire du Congrès Herbert Putnam et de Charlotte Elizabeth Monroe. Avec sa sœur, Shirley Putnam, elle est petite-fille de l'éditeur George Palmer Putnam,. Enfant, elle suit une formation classique au piano et plus tard elle rejoint le trio Edith Rubel, formé par la violoniste Edith Rubel et la violoncelliste Marie Roemaet.
Elle étudie la sculpture à Boston de 1905 à 1907 sous la tutelle de Mary E. Moore et Bela Pratt (en). Par la suite, elle passe trois années à l'Art Students League de New York sous la tutelle de James Earle Fraser. Elle a également étudié à la Corcoran School of the Arts and Design (en) de Washington. En 1927, elle suit les cours de Libero Andreotti à Florence. De retour à New York, elle devient apprentie d'Alexander Archipenko.
Après ses études, elle rejoint la faculté de l'Art Students League de New York. Parmi ses élèves se trouvent Lilian Swann Saarinen, Elfriede Abbe (en), Laura Gilpin, Ethel Painter Hood (en), Beatrice Gilman Proske (en), Marion Sanford (en), et Katharine Lane Weems (en).
Son livre, The Sculptor's Way: A guide to modelling and sculpture, publié en 1939, est encore considéré comme un classique sur le sujet.

## Œuvres

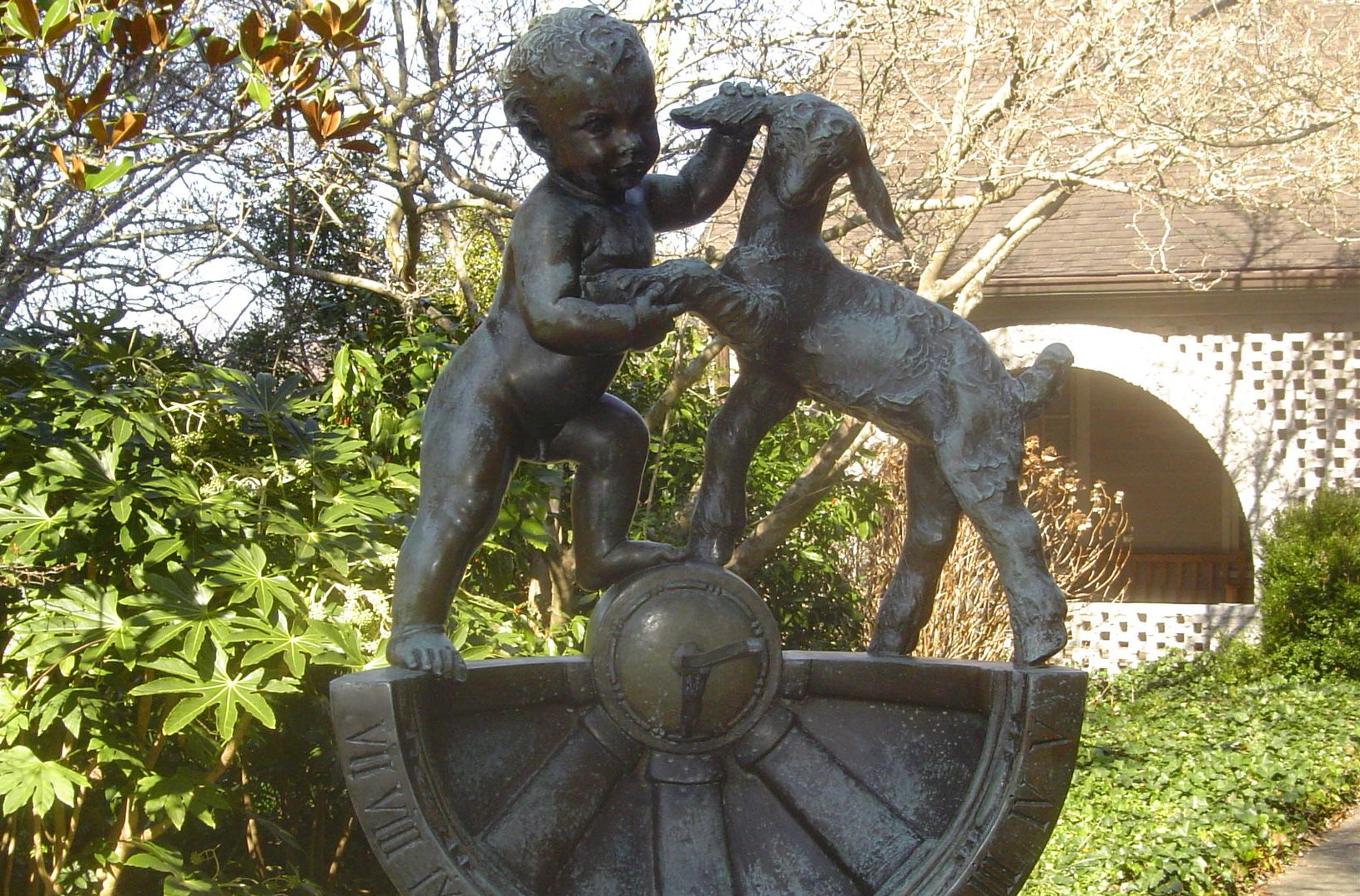
Cadran solaire de Brenda Putnam dans les Brookgreen Gardens (en), en Caroline du Sud (1931).
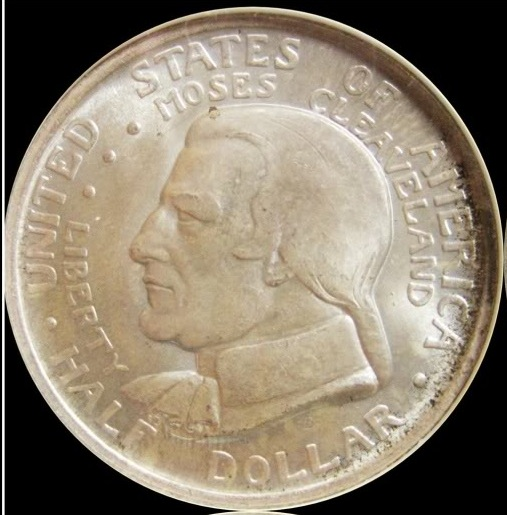
Pièce de 50 cents de Brenda Putnam pour le centenaire de Cleveland (1936) - avers.
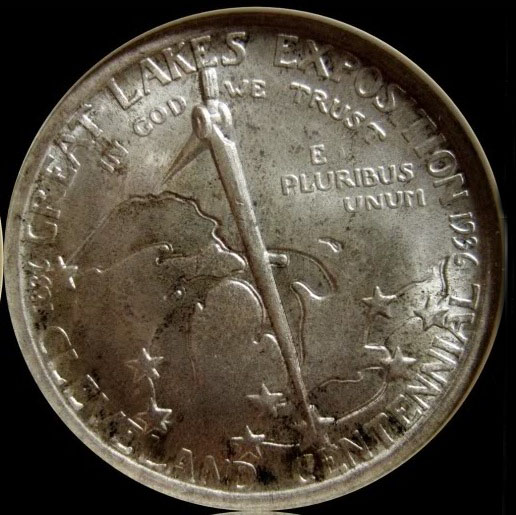
Pièce de 50 cents de Brenda Putnam pour le centenaire de Cleveland (1936) - revers.
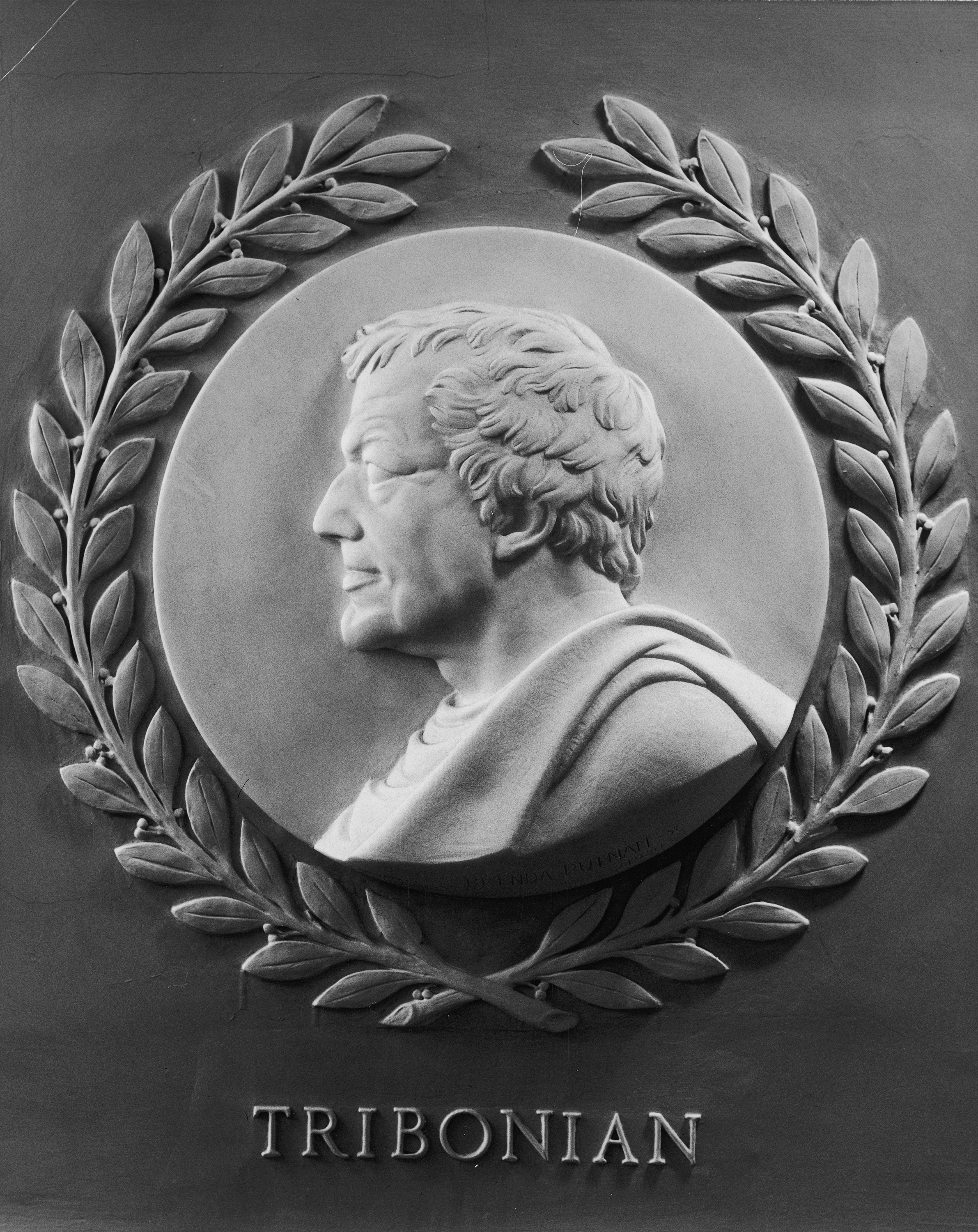
Tribonien. Bas-relief de Brenda Putnam pour la Chambre des représentants des États-Unis (1950).
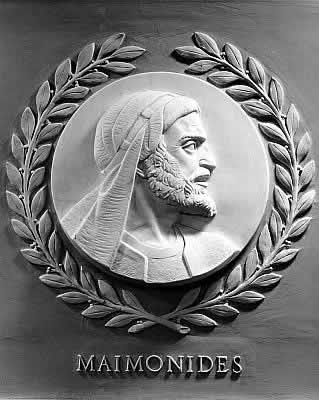
Moïse Maïmonide. Bas-relief de Brenda Putnam pour la Chambre des représentants des États-Unis (1950).

## Source de la traduction
- (en) Cet article est partiellement ou en totalité issu de l’article de Wikipédia en anglais intitulé « Brenda Putnam » (voir la liste des auteurs).